# Masakra w areszcie w Borysławiu
Masakra w areszcie w Borysławiu – mord na więźniach przetrzymywanych w areszcie w Borysławiu dokonany przez funkcjonariuszy NKWD w ostatnich dniach czerwca 1941 roku. Ofiarą zbrodni padło co najmniej kilkadziesiąt osób. Była to jedna z wielu tzw. masakr więziennych, dokonanych przez NKWD po rozpoczęciu niemieckiej inwazji na ZSRR.

## Geneza
Po klęsce wrześniowej Borysław wraz z resztą ziem kresowych znalazł się pod okupacją ZSRR. Osoby zatrzymane przez sowiecki aparat bezpieczeństwa były osadzane w miejscowym areszcie.
22 czerwca 1941 roku nazistowskie Niemcy dokonały inwazji na Związek Radziecki. Pierwsze tygodnie wojny miały bardzo pomyślny przebieg dla strony niemieckiej. Dywizjom Wehrmachtu udało się bowiem rozbić wojska nadgranicznych okręgów wojskowych ZSRR, a następnie wedrzeć się w głąb terytorium przeciwnika. Wobec szybkich postępów niemieckiego natarcia władze sowieckie podjęły decyzję o likwidacji więźniów politycznych przetrzymywanych w więzieniach i aresztach zachodnich obwodów ZSRR. W myśl rozkazu ludowego komisarza spraw wewnętrznych Ławrientija Berii z 24 czerwca 1941 roku stracone miały zostać osoby skazane za „działalność kontrrewolucyjną”, „działalność antysowiecką”, sabotaż i dywersję, a także więźniowie polityczni znajdujący się w śledztwie.

## Przebieg masakry
Nie udało się ustalić, ilu więźniów przebywało w borysławskim areszcie w momencie rozpoczęcia niemieckiej inwazji. Przypuszczalnie ich liczba wzrosła po 22 czerwca 1941 roku, gdyż w związku z wybuchem wojny NKWD rozpoczęło masowe aresztowania prawdziwych i domniemanych wrogów władzy sowieckiej. Zatrzymanych wówczas osób nie zdążono zarejestrować w więziennej ewidencji.
Po zajęciu Borysławia przez Niemców (1 lipca) w piwnicach aresztu odnaleziono zwłoki więźniów, których NKWD zamordowało przed ucieczką z miasta. Część zwłok oprawcy zamurowali w celach. Liczba ofiar masakry pozostaje trudna do ustalenia. Świadkowie szacowali, że zamordowano co najmniej kilkudziesięciu więźniów. Zdaniem Bogdana Musiała liczba ofiar mogła sięgnąć kilkuset. Większość ofiar stanowili Ukraińcy, zazwyczaj młodzi mężczyźni i kobiety, których aresztowano po 22 czerwca. W gronie zamordowanych znalazła się także pewna liczba Polaków. Świadkowie ekshumacji twierdzili, że zwłoki nosiły ślady bestialskich tortur. Możliwe jest jednak, że dopiero po odejściu Sowietów zwłoki zostały rozmyślnie okaleczone przez ukraińskich nacjonalistów, którzy w celach propagandowych pragnęli dysponować drastycznymi przykładami martyrologii swojego narodu.

Te trupy nie były zakopane. Były one przysypane ziemią na 5, 10 cm. To wszystko było poza tym świeże. To byli krótko mówiąc, wszystko ci ludzie zaaresztowani tydzień lub 10 dni wcześniej. Tam był ten Kozłowski i jego siostra. Siostra, ona miała jakieś 16 lat, miała wyrwane sutki, jakby obcęgami, twarz miała spaloną, mówili że po śmierci kwasem solnym, żeby nie było poznać, ale wg mnie tak nie było. Natomiast on jednego oka w ogóle nie miał, a drugie miał zapuchnięte, usta miał zszyte drutem kolczastym, ręce miał zupełnie zmiażdżone a zarazem spalone – relacja Żyda zmuszonego do pracy przy ekshumacji zwłok.

## Epilog
Podobnie jak miało to miejsce w przypadku wielu innych masakr więziennych, winą za zbrodnie NKWD obarczono ludność żydowską, którą zgodnie ze stereotypem „żydokomuny” utożsamiano w całości z systemem sowieckim i stosowaną przezeń polityką terroru. Po wkroczeniu Niemców do Borysławia grupę około 300 Żydów spędzono do aresztu i zmuszono do pracy przy ekshumacji ofiar masakry. W międzyczasie robotnicy byli maltretowani – m.in. gnano ich przez szpaler cywilów, którzy bili ich bez litości. Pogrom objął wkrótce całe miasto. Mieszkańcy, do których dołączyli chłopi z okolicznych wiosek, bili, upokarzali i mordowali Żydów oraz plądrowali należące do nich domy i sklepy. Dopiero po upływie dwóch dni zamieszki zostały stłumione przez Niemców. Dokładna liczba ofiar pogromu nie jest znana; w zależności od źródła szacowano ją na 160–700 zabitych. Jeden z żydowskich świadków ocenił liczbę zamordowanych na ponad 250 osób.